# Строганка
Строганка — деревня в Рузском районе Московской области России, входит в состав сельского поселения Дороховское. Население 14 человек на 2006 год. До 2006 года Строганка входила в состав Космодемьянского сельского округа.
Деревня расположена на юге района, примерно в 26 километрах к юго-востоку от Рузы, на левом берегу реки Тарусса, высота центра над уровнем моря 188 м. Ближайшие населённые пункты в полукилометре — село Архангельское на востоке и посёлок Космодемьянский — на юго-западе.